# بخش بوریسوفسکی
بخش بوریسوفسکی (به لاتین: Borisovsky District) یک منطقهٔ مسکونی در روسیه است که در استان بیلگاراد واقع شده‌است.